# Röbersdorf
Röbersdorf ist ein Gemeindeteil des Marktes Hirschaid im oberfränkischen Landkreis Bamberg in Bayern mit gut 800 Einwohnern.

## Geografie
Nachbarorte des Kirchdorfes sind im Osten Erlach, Köttmannsdorf und Sassanfahrt, im Süden Rothensand (alle drei Markt Hirschaid) und im Westen Schlüsselau (Gemeinde Frensdorf) und Frensdorf. Durch Röbersdorf fließt die Reiche Ebrach, welche bei Köttmannsdorf in die Regnitz mündet.

## Geschichte

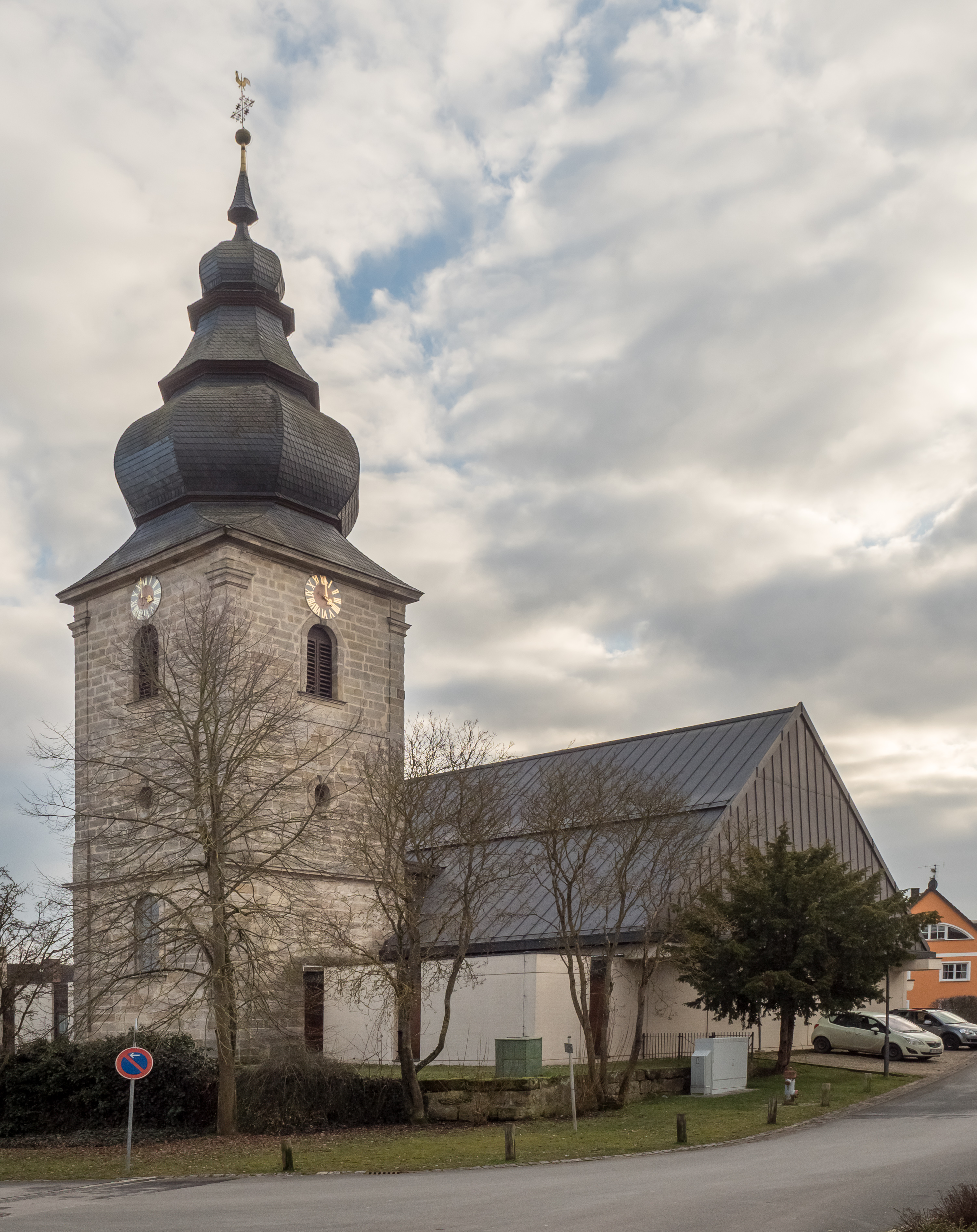
Pfarrkirche St. Veit

Der Ort wurde im Jahr 1109 als „Rodenwinesdorf“ (Dorf des Rodwin) erwähnt. Im 12. Jahrhundert war dort die Familie der Edelfreien von Hüttenheim begütert und verlagerte ab etwa 1150 ihren Wohnsitz an die untere Reiche Ebrach. Sie schenkten die Mühle in Röbersdorf und Besitz im benachbarten Weiler Wiebelsberg für Jahrtagsfeiern zu ihrem Gedenken an das Bamberger Domstift und begründeten wahrscheinlich auch die Pfarrei Röbersdorf. Kurz nach 1201 ist die Familie ausgestorben und ihr Besitz ging wenig später an Bischof Ekbert von Bamberg über. Auf sie gehen wahrscheinlich auch die Flurnamen Herrnberg nordwestlich vom Ort und Herrenholz im Nordosten in Richtung Wibelsberg zurück.
In der Hochstiftszeit stand Röbersdorf mit all seinen Rechten und Pflichten im Schatten des um 1280 gegründeten Klosters Schlüsselau. Eine einstige Pfarrei ist mit dem Pfarrer Arnold von Rodewinesdorf bereits ab 1194 belegt, die in den Wirren der Reformation aufgelöst wurde. Röbersdorf ist heute nach Sassanfahrt gepfarrt. Die Jahreszahl 1472 am Kirchturm deutet auf seine Entstehungszeit zusammen mit einer Pfarrkirche hin. Der Turm ist in den Neubau von 1975 integriert. Eine Pfarrschule bestand seit mindestens 1656; Schulgebäude wurden in den Jahren 1654, 1818, 1904 und 1967 errichtet.
Am 1. Mai 1978 wurde die Gemeinde Röbersdorf in den Markt Hirschaid eingegliedert.

## Brauerei
Im Ort war die 2017 geschlossene Brauerei Weber ansässig. Das Bier wird weiterhin im Lohnbrauverfahren hergestellt.

## Museum
2016 wurde das Dorfmuseum eingeweiht.